# بانک نیویورک کامیونیتی
نیویورک کامیونیتی بنک (انگلیسی: New York Community Bank) شرکت خدمات مالی و بانکداری آمریکایی است، که در سالر۱۸۵۹ تأسیس شد.